# Erhard Keller

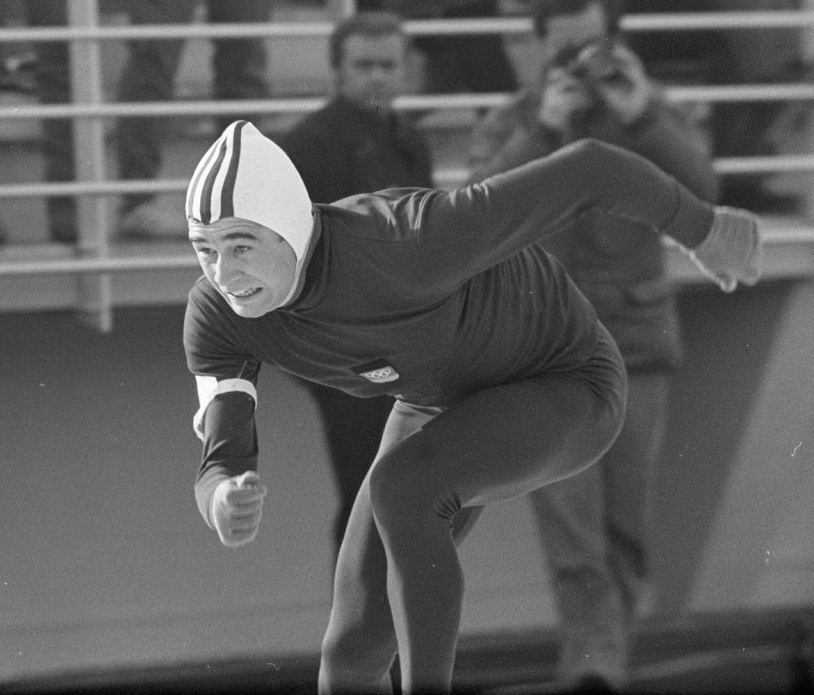
Erhard Keller, 1968

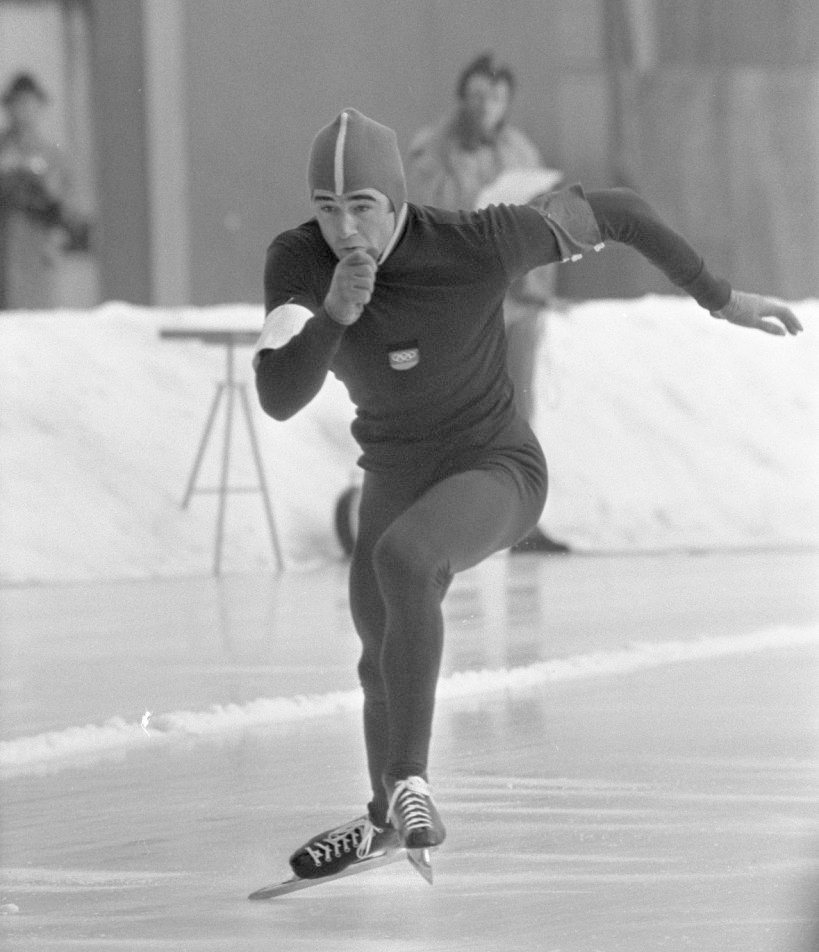
Erhard Keller, 1970

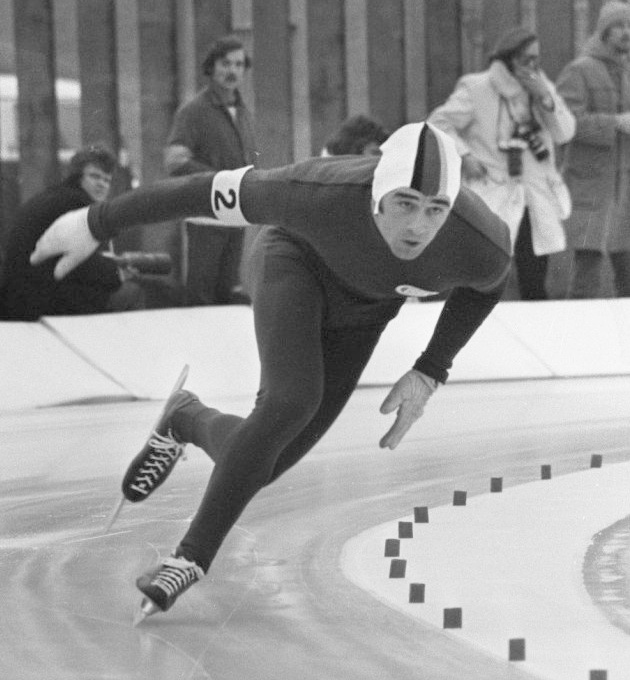
Erhard Keller, 1973

Erhard Keller (Günzburg, 24 december 1944) is een voormalig Duits langebaanschaatser. Hij was gespecialiseerd op de sprintafstanden 500 en 1000 meter.

## Carrière
Keller nam viermaal deel aan een WK allround en tweemaal aan zowel een EK allround, WK sprint als de Olympische Winterspelen (1968 en 1972).
Als rassprinter won hij de olympische titel op de 500 meter op de edities van 1968 en 1972. Op de tweede WK sprint in 1971 veroverde hij de wereldtitel en volgde daarmee Valeri Moeratov op. Een jaar eerder had hij de zesde plaats in het eindklassement op het WK sprint behaald.
Op de allroundkampioenschappen was de achttiende plaats op het EK van 1970 zijn hoogste klassering.

## Records

### Persoonlijke records
| Afstand      | Tijd    | Datum           | Baan                 |
| ------------ | ------- | --------------- | -------------------- |
| 500 meter    | 38,0    | 15 januari 1972 | Davos                |
| 1000 meter   | 1.18,5  | 4 maart 1972    | Inzell               |
| 1500 meter   | 2.05,5  | 5 maart 1967    | Inzell               |
| 3000 meter   | 4.42,0  | 1 januari 1966  | Inzell               |
| 5000 meter   | 8.08,0  | 13 januari 1967 | Madonna di Campiglio |
| 10.000 meter | 17.20,6 | 8 januari 1966  | Madonna di Campiglio |

### Wereldrecords
| Nr. | Afstand        | Tijd    | Datum           | Baan   |
| --- | -------------- | ------- | --------------- | ------ |
| 1.  | 500 meter      | 39,2    | 28 januari 1968 | Inzell |
| 2.  | 500 meter      | 38,42   | 14 maart 1971   | Inzell |
| 3.  | 500 meter      | 38,3    | 2 januari 1972  | Inzell |
| 4.  | 1000 meter     | 1.18,5  | 4 maart 1972    | Inzell |
| 5.  | 500 meter      | 38,0    | 4 maart 1972    | Inzell |
| 6.  | Sprintvierkamp | 155,800 | 5 maart 1972    | Inzell |

#### Wereldrecords laaglandbaan (officieus)
| Nr. | Afstand   | Tijd  | Datum            | Baan      |
| --- | --------- | ----- | ---------------- | --------- |
| 1.  | 500 meter | 40,3  | 6 februari 1968  | Grenoble  |
| 2.  | 500 meter | 39,5  | 17 december 1969 | Boedapest |
| 3.  | 500 meter | 38,40 | 29 januari 1977  | Grefrath  |

## Resultaten
| Jaar | EK Allround | WK Allround | WK Sprint | Olympische Spelen |
| ---- | ----------- | ----------- | --------- | ----------------- |
| 1966 |             | NC22        |           |                   |
| 1967 |             | NC24        |           |                   |
| 1968 |             |             |           | 500m              |
| 1969 | NC32        | NC30        |           |                   |
| 1970 | NC18        | NC25        | 6e        |                   |
| 1971 |             |             | Goud      |                   |
| 1972 |             |             |           | 500m              |

NC# = niet gekwalificeerd voor de laatste afstand, maar wel als # geklasseerd in de eindrangschikking

### Medaillespiegel
| Kampioenschap     | Goud · | Zilver · | Brons · |
| ----------------- | ------ | -------- | ------- |
| WK Sprint         | 1      | 0        | 0       |
| Olympische Spelen | 2      | 0        | 0       |

1924: Charles Jewtraw ·
1928: Clas Thunberg/Bernt Evensen ·
1932: Jack Shea ·
1936: Ivar Ballangrud ·
1948: Finn Helgesen ·
1952: Ken Henry ·
1956: Jevgeni Grisjin ·
1960: Jevgeni Grisjin ·
1964: Richard McDermott ·
1968: Erhard Keller ·
1972: Erhard Keller ·
1976: Jevgeni Koelikov ·
1980: Eric Heiden ·
1984: Sergej Fokitsjev ·
1988: Uwe-Jens Mey ·
1992: Uwe-Jens Mey ·
1994: Aleksandr Goloebev ·
1998: Hiroyasu Shimizu ·
2002: Casey FitzRandolph ·
2006: Joey Cheek ·
2010: Mo Tae-bum ·
2014: Michel Mulder ·
2018: Håvard Holmefjord Lorentzen ·
2022: Gao Tingyu
- Gemeinsame Normdatei: 118721615
- International Standard Name Identifier: 0000 0001 1566 8466
- Library of Congress Control Number: n2005002976
- Système universitaire de documentation: 076901335
- Virtual International Authority File: 34973827
- WorldCat: E39PBJjMxCvMvRvmy7QMbXVcT3